# 77

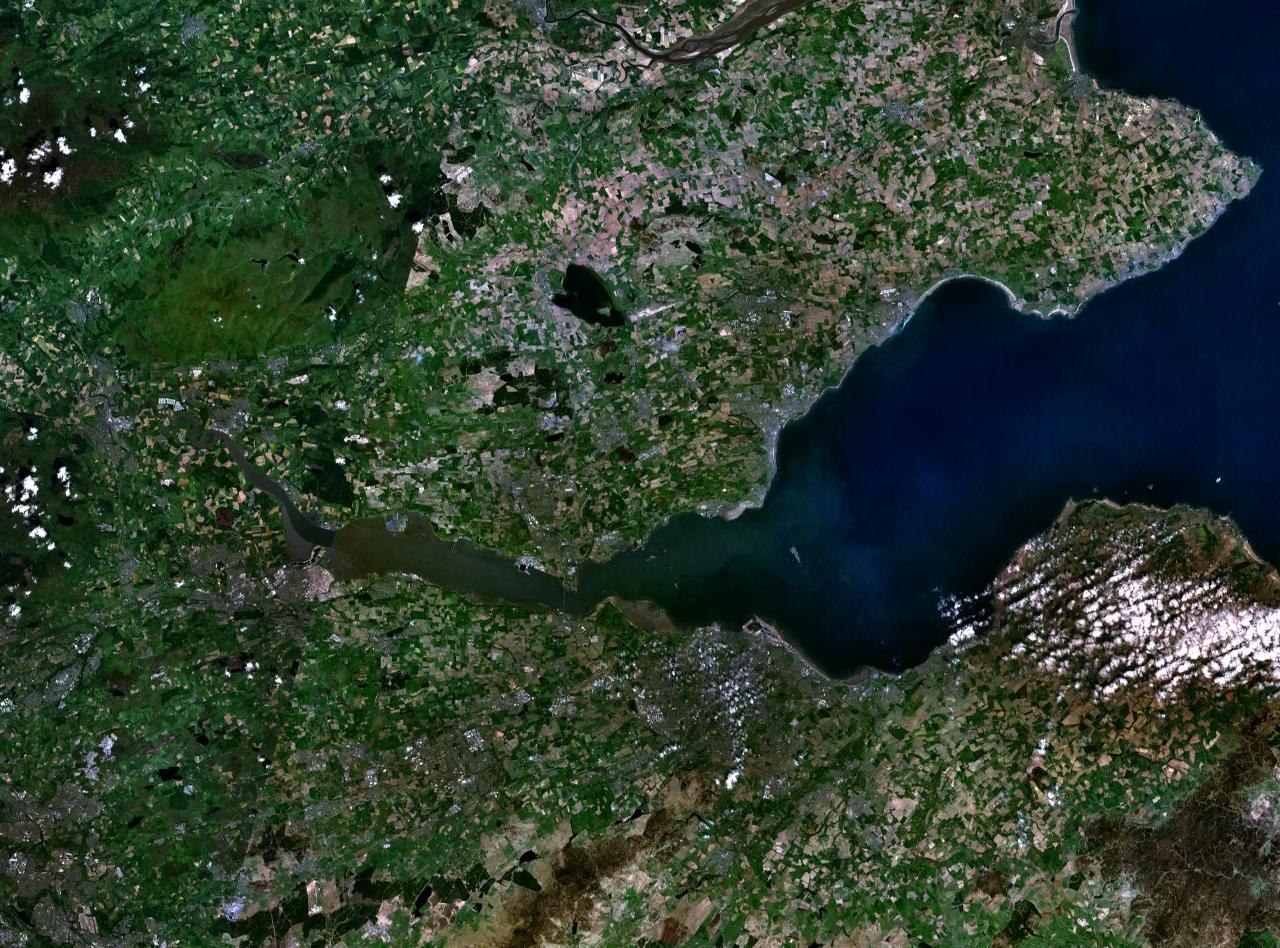
De Firth of Forth (Schotland)

Het jaar 77 is het 77e jaar in de 1e eeuw volgens de christelijke jaartelling.

## Gebeurtenissen

### Italië
- In Rome worden Vespasianus Augustus en Titus Caesar Vespasianus, door de Senaat herkozen tot consul van het Imperium Romanum.
- Keizer Vespasianus laat het kadaster van de stad Arausio op marmer vastleggen (zie: Geschiedenis van Orange).
- Plinius de Oudere, Romeins wetenschapper, schrijft het eerste deel van de Naturalis Historia, een encyclopedie van 102 boeken.

### Brittannië
- Gnaeus Julius Agricola wordt benoemd tot gouverneur van Britannia. Hij trekt met een Romeins expeditieleger (2 legioenen) noordwaarts naar Schotland, tot aan de Firth of Forth en Firth of Clyde.